# Galium incrassatum
Galium incrassatum är en måreväxtart som beskrevs av Eugen von Halácsy. Galium incrassatum ingår i släktet måror, och familjen måreväxter.
Artens utbredningsområde är Kriti. Inga underarter finns listade i Catalogue of Life.